# Leroy Haley
Leroy Haley est un boxeur américain né le 27 décembre 1952 à dans le comté de Garland, Arkansas et mort le 1er novembre 2018.

## Carrière
Passé professionnel en 1973, il devient champion d'Amérique du Nord NABF des poids super-légers en 1981 puis champion du monde WBC de la catégorie le 26 juin 1982 après sa victoire aux points contre Saoul Mamby. Après deux défenses victorieuses, il cède son titre face à Bruce Curry le 18 mai 1983 et met un terme à sa carrière deux ans plus tard sur un bilan de 49 victoires, 6 défaites et 2 matchs nuls.